# 麗莎·斯馬特
丽莎·斯马特（英語：Lisa Smart）是英国自由民主党政治家，自 2024 年起担任黑泽尔格罗夫国会议员。 
在2024 年竞选期间，斯馬特曾开玩笑说，一个不是来自利物浦且操利物浦口音的人在拉票时“偷东西”。该评论因强化了对利物浦人的贬义刻板印象而受到批评。 
斯馬特畢業於杜伦大学数学系，拥有伦敦商学院工商管理硕士学位。